# 1-Fosfatidilinozitol-4-fosfat 5-kinaza
1-Fosfatidilinozitol-4-fosfat 5-kinaza (EC 2.7.1.68, difosfoinozitidna kinaza, PIP kinaza, fosfatidilinozitol 4-fosfatna kinaza, fosfatidilinozitol-4-fosfatna 5-kinaza, tip I PIP kinaza) je enzim sa sistematskim imenom ATP:1-fosfatidil-1-mio-inozitol-4-fosfat 5-fosfotransferaza. Ovaj enzim katalizuje sledeću hemijsku reakciju
ATP + 1-fosfatidil-1-mio-inozitol 4-fosfat {\displaystyle \rightleftharpoons } ADP + 1-fosfatidil-1-mio-inozitol 4,5-bisfosfat
Ovaj enzim takođe fosforiliše PtdIns3P u 4-poziciji, i PtdIns, PtdIns3P i PtdIns(3,4)P2 u 5-pozicija in vitro.

## Literatura
- Nicholas C. Price; Lewis Stevens (1999). Fundamentals of Enzymology: The Cell and Molecular Biology of Catalytic Proteins (Third изд.). USA: Oxford University Press. ISBN 019850229X.
- Eric J. Toone (2006). Advances in Enzymology and Related Areas of Molecular Biology, Protein Evolution (Volume 75 изд.). Wiley-Interscience. ISBN 0471205036.
- Branden C; Tooze J. Introduction to Protein Structure. New York, NY: Garland Publishing. ISBN 0-8153-2305-0.
- Irwin H. Segel. Enzyme Kinetics: Behavior and Analysis of Rapid Equilibrium and Steady-State Enzyme Systems (Book 44 изд.). Wiley Classics Library. ISBN 0471303097.

## Spoljašnje veze
- 1-phosphatidylinositol-4-phosphate+5-kinase на 